# Jülich-Bergisches Oberappellationsgericht
Das Jülich-Bergische Oberappellationsgericht war von 1769 bis 1806 das Oberste Gericht der Herzogtümer Berg und Herzogtum Jülich und danach bis 1811 des Großherzogtums Berg mit Sitz in Düsseldorf. Nach seiner Auflösung war das Appellationsgerichtshof Düsseldorf sein Nachfolger.

## Entstehung
Am 17. Juli 1652 hatte Kaiser Ferdinand III. dem Kurfürstentum Bayern das Privilegium de non appellando verliehen. Aufgrund des Vertrags von Hannover im September 1752 erreichte Kurfürst Karl Theodor am 1. Juli 1764 von Kaiser Franz I. Stephan die Erweiterung dieses Privilegs auf die Pfalz, Berg und Jülich. Durch den Wegfall der Möglichkeit der Appellation an die Reichsgerichte musste nun ein Jülich-Bergisches Oberappellationsgericht geschaffen werden.
Gegen dieses Vorhaben richtete sich der entschiedene Widerstand der Landstände. Zu den historisch den Landständen zugesicherten Rechten gehörte es, im Konfliktfall zum Kaiser zu appellieren. Dieses Recht wurde nun abgeschafft. Stattdessen wäre die Revision an das vom Landesherren abhängige Oberappellationsgericht gegangen.
Nachdem das Privileg den Ständen offiziell am 5. Januar 1765 mitgeteilt worden war, richteten diese am 29. Januar 1765 eine umfassende Beschwerde an die kurfürstliche Regierung in Düsseldorf, den Geheimen Rat von Jülich-Berg und den Hof in Mannheim. Der Kurfürst ließ diese Beschwerde ohne Kompromissbereitschaft ablehnen. Allein aus dem Privilegium de non appellando aus dem Jahr 1652 (zu dieser Zeit gehörten Jülich und Berg nicht zum Kurfürstentum), welches älter sei, als die Rechte der Stände, lasse sich die Begründung für diese Regelung herleiten.
Die Landstände beschritten daraufhin den Rechtsweg. Als erstes richteten sie am 26. Mai 1766 eine Klage gegen den Kurfürsten beim Geheimen Rat des Kurfürstentums. Wenig überraschend ließ der Kurfürst diese Klage zurückweisen. Nun klagten die Stände beim Reichshofrat in Wien. Sie bezogen sich dabei insbesondere auf ein Dekret Kaiser Ferdinands III. vom 19. April 1654 in dem der Kaiser den Ständen zugesagt hatte, den Mindeststreitwert für eine Appellation von 600 Gulden nicht zu erhöhen. Ziel der Klage war es, das Privilegium de non appellando dahingehend einzuschränken, dass dies die Rechte der Stände aus 1654 nicht einschränken würde (womit es weitgehend wirkungslos würde). Der Kurfürst beantragte, die Klage abzuweisen und das Privilegium vollumfänglich in Kraft zu setzen. Das Dekret Kaiser Ferdinands III. vom 19. April 1654 wurde kurzerhand für nichtexistent erklärt.
Der Reichshofrat prüfte den Sachverhalt und kam 1767 zu einer selten klaren Beurteilung des Sachverhaltes. Die Landstände seien vollumfänglich im Recht. Neben dem Dekret Kaiser Ferdinands III. vom 19. April 1654 (das selbstverständlich bestand) wurde eine Vielzahl anderer Rechtsquellen zitiert, die die Position der Stände stützten. Argumente für die Position des Kurfürsten wurden nicht gefunden. So zutreffend dieses Votum juristisch auch sein mochte, so unwillkommen war es politisch. Der Kaiser hatte ja das Privilegium de non appellando im Vertrag von Hannover politisch zugesagt. Am 21. März 1767 beschied daher der Kaiser als „Ultimo Conclusum“ aufgrund seiner „kaiserlichen Machtvollkommenheit“ die Klage als unbegründet.
Gegen dieses Urteil richtete sich eine Supplikation der Stände an den Reichshofrat. In dieser Sache gingen noch in den folgenden 10 Jahren Briefwechsel zwischen den Konfliktparteien und dem Reichshofrat hin und her. Zu einem Urteil kam es nicht; der Reichshofrat ließ das Verfahren einschlafen.
Unabhängig von dem laufenden Verfahren ließ der Kurfürst die Vorbereitungen für das Oberappellationsgericht fortsetzen. Auch hier wurden die Rechte der Stände (diese mussten neuen Gesetzen zustimmen) verletzt und die Oberappellationsgerichtsordnung wurde am 14. Juli 1769 ohne Zustimmung der Stände erlassen. Am 9. August beschloss der Geheime Rat, den Protest der Stände gegen die Verabschiedung der Oberappellationsgerichtsordnung nicht anzunehmen.
Am 31. August 1769 wurde das Oberappellationsgericht eröffnet.

## Organisation
Die Sorgen der Landstände erwiesen sich als berechtigt. Die Oberappellationsgerichtsordnung sah vor, dass der Kanzler oder Statthalter Gerichtspräsident sein solle. Die Richter selbst wurden vom Kurfürsten ernannt. Die Stände hatten lediglich ein Vorschlagsrecht. In der Praxis waren die Richter gleichzeitig Mitglieder des Geheimen Rates.
Das Oberappellationsgericht bestand aus zwei Kammern. Ursprünglich waren zwölf Richterstellen eingerichtet worden. Die erste Kammer bestand aus sieben, die andere aus vier Richtern. Im Jahre 1802 wurde die Zahl der Richter reduziert. Nun bestand die erste Kammer aus einem Direktor und drei Räten und die zweite aus einem Direktor und drei Räten. Der Präsident des Gerichtes war in beiden Kammern Vorsitzender.
Die Gerichtsorganisation in den Herzogtümern war dreistufig aufgebaut. Untergerichte waren als Stadt- bzw. Landgericht in den jeweiligen Ämtern eingerichtet.
| Amt                   | Herzogtum      | Amt            | Herzogtum        |
| --------------------- | -------------- | -------------- | ---------------- |
| Angermund-Landsberg   | Herzogtum Berg | Aldenhoven     | Herzogtum Jülich |
| Barmen                | Herzogtum Berg | Bergheim       | Herzogtum Jülich |
| Beyenburg             | Herzogtum Berg | Born-Sittard   | Herzogtum Jülich |
| Blankenberg           | Herzogtum Berg | Boslar         | Herzogtum Jülich |
| Bornefeld-Hückeswagen | Herzogtum Berg | Brüggen        | Herzogtum Jülich |
| Broich-Mülheim        | Herzogtum Berg | Düren          | Herzogtum Jülich |
| Düsseldorf            | Herzogtum Berg | Euskirchen     | Herzogtum Jülich |
| Elberfeld             | Herzogtum Berg | Geilenkirchen  | Herzogtum Jülich |
| Hardenberg            | Herzogtum Berg | Gladenbach     | Herzogtum Jülich |
| Kaiserswerth          | Herzogtum Berg | Grevenbroich   | Herzogtum Jülich |
| Lennep                | Herzogtum Berg | Heimbach       | Herzogtum Jülich |
| Löwenburg             | Herzogtum Berg | Heinsberg      | Herzogtum Jülich |
| Lülsdorf              | Herzogtum Berg | Jülich         | Herzogtum Jülich |
| Mettmann              | Herzogtum Berg | Kaster         | Herzogtum Jülich |
| Mieselohe             | Herzogtum Berg | Montjoie       | Herzogtum Jülich |
| Monheim               | Herzogtum Berg | Münstereifel   | Herzogtum Jülich |
| Mülheim am Rhein      | Herzogtum Berg | Neuenahr       | Herzogtum Jülich |
| Odenthal              | Herzogtum Berg | Nideggen       | Herzogtum Jülich |
| Porz-Bensberg         | Herzogtum Berg | Nörvenich      | Herzogtum Jülich |
| Rade vorm Wald        | Herzogtum Berg | Randerath      | Herzogtum Jülich |
| Ratingen              | Herzogtum Berg | Sinzig-Remagen | Herzogtum Jülich |
| Richrath              | Herzogtum Berg | Tomberg        | Herzogtum Jülich |
| Ronsdorf              | Herzogtum Berg | Wassenberg     | Herzogtum Jülich |
| Schöller              | Herzogtum Berg | Wehrmeisterei  | Herzogtum Jülich |
| Siegburg              | Herzogtum Berg | Wilhelmstein   | Herzogtum Jülich |
| Solingen              | Herzogtum Berg |                |                  |
| Steinbach             | Herzogtum Berg |                |                  |
| Windeck               | Herzogtum Berg |                |                  |
| Wipperfürth           | Herzogtum Berg |                |                  |

In den drei größten Städten, Düsseldorf, Jülich und Düren waren Schöffengerichte unter dem Vorsitz des Stadtschultheißen eingerichtet. Vielfach bestanden daneben Patrimonialgerichte als Untergerichte. Seit 1755 bestand das Universitätsgericht an der Rechtsakademie Düsseldorf als Eingangsgericht.
Als Gericht zweiter Instanz diente der Hofrat. Dieser war gleichzeitig Eingangsgericht für privilegierte Stände (z. B. den Adel, Gemeinden, Kaufmannschaften).
Oberstes Gericht war das Oberappellationsgericht. Es hatte in dieser Rolle den Geheimen Rat und die Reichsgerichte abgelöst.

## In der Napoleonischen Zeit
Im Friede von Lunéville wird 1801 das Herzogtum Jülich an Frankreich abgegeben. Damit war das Oberappellationsgericht nur noch für das Herzogtum Berg zuständig. Für die weitere Gerichtsorganisation im ehemaligen Herzogtum Jülich siehe Gerichtsorganisation des Linken Rheinufers. 1806 wurde das Herzogtum Berg zum Großherzogtum Berg. Damit weitete sich der Sprengel des Oberappellationsgerichtes aus. 1811 wurde die Gerichtsorganisation im Großherzogtum Berg neu geordnet. In der Folge wurde das Oberappellationsgericht aufgelöst und der Appellationsgerichtshof Düsseldorf an seiner Stelle errichtet.

## Gebäude

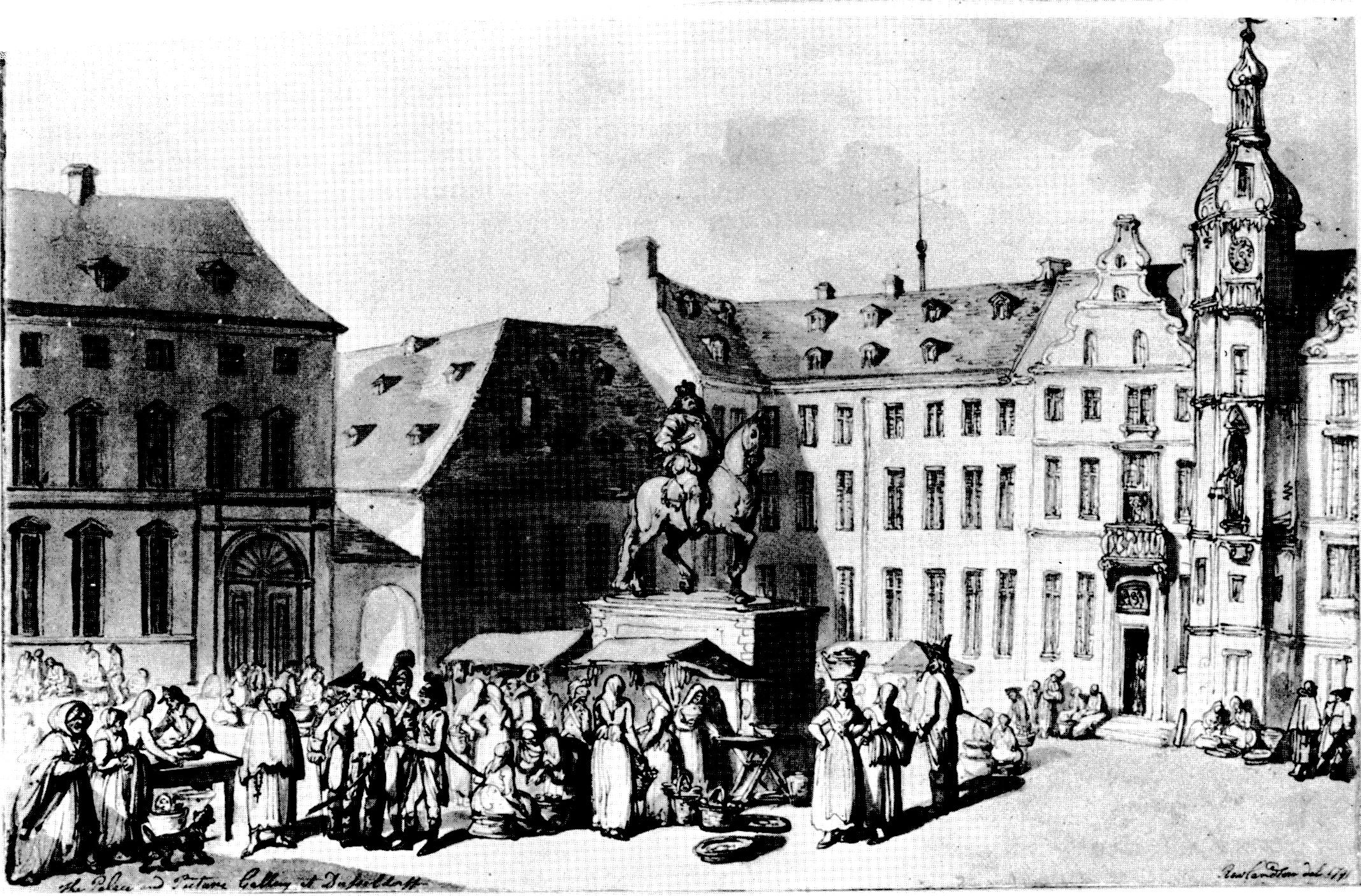
Düsseldorfer Marktplatz – Am rechten Bildrand befindet sich das Rathaus. Die Alte Kanzlei befindet sich links davon, teilweise verdeckt durch das Jan-Wellem-Reiterstandbild.

Rechtes Gebäude (N): ehemaliges Jesuiten-Gymnasium, heute Stadthaus, Mühlenstraße; in der Bildmitte St. Andreas (K)

Der Oberappellationsgericht nutzte zunächst die Alte Kanzlei. Ab 1788 befand sich das Gericht im Regierungsgebäude, dem ehemaligen Jesuitenkolleg.

## Richter

### Gerichtspräsidenten
- Johann Ludwig Graf von Goltstein (1769–1776)
- Karl Graf von Nesselrode (1776–1794)
- Franz Carl Freiherr vom Hompsch (1794–1798)
- Gottfried Freiherr von Beveren (1798–1812)

### Weitere Richter
- Johann Wilhelm Windscheid (war auch Professor an der Düsseldorfer Rechtsakademie)

Im Jahre 1770 waren folgende Richter tätig:
- Carl Graf von Efferen
- Friedrich Freiherr von Hompesch
- Anton Wilhelm Joseph von Roberts
- Johann Paul von Reiner
- Georg Joseph von Knapp
- Johann Peter Seibertz
- Goswin Joseph Arnold von Buininck
- Franz Friedrich Palmer
- Peter Ferdinand Collenbach
- Peter Legrand
- Adrian Lamezan
- Schmitz

Weitere Räte:
- Johann Peter Josef Bislinger (ab 1804)
- Johann Engelbert Fuchsius (1802–1811)
- Peter Linden (1794–1812)